# Убийца с шоссе на Нью-Бедфорд
Убийца с шоссе на Нью-Бедфорд (англ. New Bedford Highway Killer) — прозвище неустановленного серийного маньяка, виновного в убийстве 9 и исчезновении 2 женщин в Нью-Бедфорде, штат Массачусетс, между июлем 1988 года и июнем 1989 года. Все жертвы убийцы были проститутками или наркоманками.

## Жертвы
- 30-летняя Дебора Медейрос пропала 27 мая 1988 года. 2 июля 1988 года её полуодетый труп был обнаружен автомобилистом, который остановился на обочине дороги, чтобы помочиться. Тело опознали только к февралю 1989 года.
- 30 июля 1988 года были обнаружены останки 36-летней Нэнси Павиа, пропавшей без вести 11 июля 1988 года. Опознание состоялось только в декабре.
- 11 июля 1988 года, как и Нэнси Павиа, исчезла 34-летняя Дебора Демелло. Её останки были найдены 8 ноября, близко к тому месту, где в июле нашли тело Павии.
- 11 ноября 1988 года дорожные рабочие нашли останки 25-летней Донны Мендес, которая пропала за неделю до этого.
- 1 декабря 1988 года после обширных поисков возле шоссе был найден труп 25-летней Деборы Макконнелл, пропавшей без вести ещё в мае.
- В декабре 1988 года в тех же местах обнаружили тело 28-летней Рэйчел Клиффорд, пропавшей в апреле.
- 28 марта 1989 года нашли тело 28-летней Робин Роудс. Она пропала в апреле 1988 года.
- 26-летняя Мэри Роуз Сэнтос пропала 16 июля 1988 года. 20 марта 1989 года её останки были найдены у шоссе.
- 24 апреля 1989 года нашли тело 24-летней Сэнди Ботелхо, пропавшей в августе 1988 года.

## Пропавшие без вести
В мае и июне 1988 года пропали без вести 19-летняя Кристин Монтеиро и 34-летняя Мэрилин Робертс. Их тела не были найдены, однако образ жизни обеих дал полиции основание связать их исчезновение с убийствами других женщин.

## Подозреваемые
У полиции было двое подозреваемых — каменщик, ранее обвинявшийся в нападении на проституток, и знакомый одной из убитых женщин, который употреблял наркотики. Однако доказать их причастность к убийствам возле шоссе Нью-Бедфорд не удалось. Так же подозреваемым в серии убийств был другой серийный убийца Лиссабонский потрошитель, который убил трёх женщин-проституток в период 1992-1993 годах в Лиссабоне. Однако связь между американскими и португальскими убийствами не подтвердилась, так как почерк маньяков был разным. Лиссабонского потрошителя так же не удалось идентифицировать.